# Obdam (Schiff)
Die Obdam war ein 1881 in Dienst gestelltes Passagierschiff, das von 1889 bis 1898 von der niederländischen Reederei Holland-America Line als Transatlantikliner auf dem Nordatlantik eingesetzt wurde und Passagiere, Fracht und Post von Rotterdam nach New York beförderte. In den 37 Jahren seiner Dienstzeit hatte das Schiff sechs verschiedene Namen und fuhr unter mehreren Landesflaggen für mindestens ein halbes Dutzend verschiedener Eigner, bis es am 30. August 1918 vor der Küste von St. Ives im Bristolkanal von einem deutschen U-Boot versenkt wurde.

## Das Schiff
Die spätere Obdam wurde bei Harland & Wolff im nordirischen Belfast gebaut und lief am 4. November 1880 vom Stapel. Am 15. Januar 1881 wurde das 3.558 BRT große Dampfschiff unter dem Namen British Queen (I) seinen Eignern übergeben. Die British Queen war ein 128,10 Meter langes und 11,82 Meter breites, aus Eisen gebautes Passagier- und Frachtschiff, das über drei Decks, vier Schiffsmasten und die Takelage einer Schonerbark verfügte. Die vierzylindrige Verbunddampfmaschine trieb einen einzelnen Propeller an und konnte eine durchschnittliche Reisegeschwindigkeit von 10 Knoten sowie eine Maximalgeschwindigkeit von 12 Knoten gewährleisten. Die Maschinenleistung lag bei 1200 PSi. In den Passagierunterkünften konnten 112 Reisende der Ersten, 72 der Zweiten und 430 der Dritten Klasse untergebracht werden. In den Kohlenbunkern des Schiffs konnten 1210 Tonnen Kohle gelagert werden.
Eigner des Schiffs war die 1864 von dem Geschäftsmann und Reeder James Beazley (1819–1891) in Liverpool gegründete Schifffahrtsgesellschaft British Shipowners Company. Diese Reederei war für ihre Zeit insofern ungewöhnlich, als dass sie ihre Schiffe regelmäßig für längere Zeiträume an andere Reedereien vercharterte, zum Beispiel an die Anchor Line, American Line, Cunard, New Zealand Shipping oder Shaw, Savill & Albion.
Die British Queen hatte drei Schwesterschiffe: Die British Empire (I) (3.607 BRT, 1878), die British Crown (I) (3.607 BRT, 1879) und die British King (II) (3.559 BRT, 1881). Diese drei Schiffe gingen später ebenfalls an die Holland-America Line und erhielten die Namen Rotterdam (II), Amsterdam (II) und Werkendam.

## Frühe Jahre (1881–1889)
Am 31. Januar 1881 lief die British Queen im Dienst der American Line zu ihrer Jungfernfahrt von Liverpool nach Philadelphia aus. Auf dieser Strecke blieb sie für die nächsten zwei Jahre. Ab dem 22. März 1883 führte sie vier Überfahrten von London nach Neuseeland für die Shaw, Savill & Albion Steamship Company durch. Zwischen dem 28. Mai und dem 29. Oktober 1885 fanden drei Atlantiküberquerungen zwischen London und New York für die Anchor Line statt, gefolgt von vier Fahrten auf der Strecke London–Halifax–Boston für die gleiche Reederei zwischen Dezember 1885 und Juni 1886. In der ersten Jahreshälfte 1887 verkehrte die British Queen für die Inman Line zwischen Liverpool und New York und anschließend bis November 1888 für die Furness Line zwischen London und Boston.

## Holland-America Line (1889–1898)
Im Januar 1889 erfolgte der Verkauf an die niederländische Nederlandsch-Amerikaansche Stoomvaart Maatschappij N.V. (NASM), besser bekannt als Holland-America Line (HAL), die in dem Zeitraum auch andere ältere Schiffe der British Shipowners Company sowie der White Star Line aufkaufte und umbenannte. Die British Queen erhielt den Namen Obdam und wurde mit Unterkünften für 80 Passagiere in der Ersten, 60 in der Zweiten und 800 in der Dritten Klasse ausgestattet. Nach Beendigung der Umbauten legte die Obdam am 23. März 1889 in Rotterdam zu ihrer ersten Überfahrt für die HAL nach New York ab.
1890 wurde das Schiff mit elektrischem Licht ausgestattet und 1896 wurde die alte Verbunddampfmaschine gegen neue Dreifachexpansions-Dampfmaschinen ausgetauscht. Dadurch erhöhte sich die maximale Geschwindigkeit des Schiffs auf 15 Knoten. Zudem wurde das Promenadendeck erweitert.
Am 4. März 1893  lief die Obdam bei plötzlich wechselndem Wetter auf der Sandbank Roamer Shoals im Hudson River auf Grund. Mindestens drei weiteren Schiffen geschah am selben Tag das gleiche, darunter dem Ozeandampfer La Gascogne der französischen CGT. Während einer anderen Überfahrt im Oktober 1895 brach die Welle des Schiffs, sodass die Obdam die Fahrt nach New York abbrechen und von der Pennland der Red Star Line nach Halifax geschleppt werden musste. Am 9. Juni 1898 begann die letzte Überfahrt von Rotterdam nach New York.

## Verkauf und Kriegseinsätze (1898–1918)
Am 24. Juni 1898 wurde die Obdam zusammen mit sieben Schiffen der Atlantic Transport Line von der US-Regierung gekauft, da diese Interesse daran hatte, sie im Spanisch-Amerikanischen Krieg von 1898 als Truppentransporter zu verwenden. Als USS Obdam (Troop Transport No. 30) konnte sie fortan 50 Offiziere, 1300 Soldaten und 100 Pferde befördern. Im Februar 1899  erhielt das Schiff den neuen Namen McPherson. Es blieb insgesamt sechs Jahre im Dienst der US Army. 
1905 kaufte die in New York sitzende, von dem kroatisch-amerikanischen Schiffsagenten und Bankier Frank Zotti (1872–1947) gegründete Frank Zotti Steamship Company das Schiff und nannte es in Brooklyn um. Sie war das erste erworbene Schiff dieser Gesellschaft. Am 19. Oktober 1905 begann die erste von fünf Rundreisen der Brooklyn von New York über die Azoren nach Neapel und Genua und zurück (die letzte fand im Juni 1906 statt).
1908 ging das inzwischen 25 Jahre alte Schiff an die 1850 von Lewis Luckenbach in New York gegründete Luckenbach Steamship Company (Luckenbach Line) und bekam den Namen Susan V. Luckenbach (II). 1914 kam es zum letzten Verkauf, dieses Mal an die Onega Steamship Company in New York, für die das Schiff als Onega im Einsatz war.
Am 30. August 1918 wurde die Onega im Bristolkanal an der Küste Cornwalls von dem deutschen U-Boot UB 125 (Oberleutnant zur See Werner Vater) auf der Position 50° 17′ N, 5° 22′ W torpediert und versenkt. Das Schiff befand sich mit einer Ladung Grubenstempel auf dem Weg von Bordeaux nach Swansea. 26 Menschen kamen durch die Versenkung ums Leben. Die Onega war das größte von UB 125 versenkte Schiff.